# Niemiec (nazwisko)
Niemiec – nazwisko polskie od słowa Niemiec – 1390 staropol., Miemiecz. Nazwisko pochodzi od nazwy miejsca czyli Niemiec. Dawniej kiedy człowiek zmieniał miejsce zamieszkania i przenosił się do innego kraju wyróżniał się spośród swoich sąsiadów m.in. poprzez nazwę kraju pochodzenia, stąd przezwisko a następnie nazwisko np. Niemiec. Odmiany; Nimiecki, Niemietz, Niemieczek, Niemcewicz, [...], Nimsch, Nems, Nemś.

## Demografia
Zgodnie z serwisem heraldycznym  nazwiskiem tym w Polsce na początku lat 90 XX w. pod względem liczby osób o danym nazwisku zarejestrowanych w bazie PESEL posługiwało się 13 697 osób.
Nazwisko to popularne jest głównie w Polsce południowej (zob. Głuchoniemcy). Kraków (449) zameldowanych, Sanok (419), Gorlice (368), Nowy Targ (343), Dębica (312), Cieszyn (296), Jasło (286), Przeworsk (272) i Brzozów z liczbą 266 osób zameldowanych. Najwięcej zameldowanych jest w Tarnowie – 559 osób.

## Znani przedstawiciele
- Jan Niemiec (ur. 1958), polski katolicki biskup pomocniczy diecezji kamienieckiej
- Przemysław Niemiec (ur. 1980), polski kolarz szosowy, olimpijczyk
- Szymon Niemiec (ur. 1957), polski polityk
- Paweł Niemiec (ur. 1913 w Cieszynie), major pilot Polskich Sił Powietrznych uczestnik Bitwy o Anglię